# Mauro Méndez
Mauro Méndez, de son nom complet Mauro Andrés Méndez Acosta, né le 17 janvier 1999 à Salto est un footballeur uruguayen qui évolue au poste d'attaquant avec les Estudiantes de La Plata, Argentine.

## Biographie

### Jeunesse et formation
Mauro Méndez naît à Salto la troisième ville d'Uruguay située dans le nord-ouest du pays où son père est kiosquier. Il prend ses premières licences de football dans de modestes clubs de sa ville natale: Universitario de Salto puis Ferro Carril de Salto,. Régulièrement appelé en sélection départementale, il est repéré par les clubs de la capitale et intègre en 2015 le centre de formation du Defensor Sporting. Mauro Méndez se retrouve alors éloigné de 500 kilomètres de sa famille et ne songe qu'à rentrer chez lui au point de finalement quitter le Defensor Sporting. Poussé par ses parents qui croient en ses capacités, il rencontre l'entraîneur Alejandro Cappuccio (en) qui le convainc en février 2017 de rejoindre l'académie des Montevideo Wanderers.

### Montevideo Wanderers (2019-2022)
Mauro Méndez fait ses débuts en équipe première le 2 juin 2019 en entrant en jeu à la 69e minute d'un match contre le CA Cerro comptant pour la 15e journée du championnat d'Uruguay (défaite 3-0). Il s'installe progressivement à la pointe de son équipe en seconde partie de saison avec 14 apparitions (dont 4 titularisations) et 1 but lors de sa première année au haut niveau.
Il prend une dimension supérieure en 2020 lorsqu'il inscrit 7 buts en 30 matches et permet ainsi à son équipe d'atteindre la finale du tournoi intermédiaire, perdue aux tirs au but contre le Nacional. Il dispute ensuite en 2021 la Copa Libertadores, qui est la plus prestigieuse des compétitions interclubs d'Amérique du Sud, sans toutefois se montrer décisif. Le 21 mai 2021 il essuie de nouveau une défaite contre le Nacional, en finale de la supercoupe d'Uruguay, alors qu'il est titulaire à la pointe de l'attaque des Montevideo Wanderers.
Après une saison 2021 plus compliquée sur le plan statistique (4 buts en 25 matchs), il revient en force en 2022, au point que le quotidien uruguayen El País le classe parmi « l’un des meilleurs joueurs d’Uruguay ». Ses performances suscitent alors l'intérêt de plusieurs écuries sud-américaines (San Lorenzo de Almagro et Colón de Santa Fe) et européennes (FC Nantes).

### Estudiantes de La Plata (depuis 2022)
Le 28 juillet 2022, Estudiantes de La Plata acquiert 70 % des droits de l'attaquant de 23 ans du club Montevideo Wanderers pour une somme estimée à 1 700 000 dollars. Il signe alors un contrat jusqu'en juin 2025. Mauro Méndez fait ses débuts sous ses nouvelles couleurs à l'occasion d'un match de championnat disputé à domicile contre le CA Banfield, le 30 juillet 2022. Il remplace alors Pablo Piatti au retour de la mi-temps mais ne peut éviter à son équipe le match nul 0-0.

## Style de jeu
Mauro Méndez fait ses débuts au poste de milieu de terrain. Rapidement, il est repositionné à la pointe de l'attaque, comme Luis Suárez, originaire tout comme lui de Salto, et auquel il s'identifie beaucoup, notamment par son opportunisme dans les surfaces de réparation adverses et sa qualité de finition.

## Palmarès
Montevideo Wanderers
- Supercoupe d'Uruguay :
  - Finaliste : 2021.

## Statistiques
| Saison                | Club                  | Championnat           | Championnat | Championnat | Championnat | Coupe(s) nationale(s) | Coupe(s) nationale(s) | Coupe(s) nationale(s) | Compétition(s) continentale(s) | Compétition(s) continentale(s) | Compétition(s) continentale(s) | Compétition(s) continentale(s) | Total | Total | Total |
| Saison                | Club                  | Division              | M.          | B.          | P.d.        | M.                    | B.                    | P.d.                  | Comp.                          | M.                             | B.                             | P.d.                           | M.    | B.    | P.d.  |
| 2019                  | Montevideo Wanderers  | 1                     | 15          | 1           | 0           | 1                     | 0                     | 0                     | CS                             | 1                              | 0                              | 0                              | 17    | 1     | 0     |
| 2020                  | Montevideo Wanderers  | 1                     | 30          | 7           | 1           | 0                     | 0                     | 0                     | -                              | -                              | -                              | -                              | 30    | 7     | 1     |
| 2021                  | Montevideo Wanderers  | 1                     | 22          | 4           | 0           | 1                     | 0                     | 0                     | CL                             | 2                              | 0                              | 0                              | 25    | 4     | 0     |
| 2022                  | Montevideo Wanderers  | 1                     | 20          | 11          | 0           | 6                     | 3                     | 1                     | CS                             | 8                              | 4                              | 2                              | 34    | 18    | 3     |
| Sous-total            | Sous-total            | Sous-total            | 87          | 23          | 1           | 8                     | 3                     | 1                     | -                              | 11                             | 4                              | 2                              | 106   | 30    | 4     |
| 2022                  | Estudiantes LP        | 1                     | 13          | 0           | 1           | 0                     | 0                     | 0                     | CL                             | 2                              | 0                              | 0                              | 15    | 0     | 1     |
| 2023                  | Estudiantes LP        | 1                     | 19          | 4           | 0           | 16                    | 3                     | 1                     | CS                             | 9                              | 3                              | 0                              | 44    | 10    | 1     |
| 2024                  | Estudiantes LP        | 1                     | 4           | 1           | 0           | 12                    | 5                     | 1                     | CL                             | 6                              | 1                              | 0                              | 22    | 7     | 1     |
| 2025                  | Estudiantes LP        | 1                     | 0           | 0           | 0           | 0                     | 0                     | 0                     | CL                             | 1                              | 0                              | 0                              | 1     | 0     | 0     |
| Sous-total            | Sous-total            | Sous-total            | 36          | 5           | 1           | 28                    | 8                     | 2                     | -                              | 18                             | 4                              | 0                              | 82    | 17    | 3     |
| Total sur la carrière | Total sur la carrière | Total sur la carrière | 123         | 28          | 2           | 36                    | 11                    | 3                     | -                              | 29                             | 8                              | 2                              | 188   | 47    | 7     |